# Giải bóng đá nữ Vô địch Quốc gia 2019
Giải bóng đá nữ vô địch quốc gia 2019 (Tên gọi chính thức là: Giải bóng đá nữ Vô địch Quốc gia - Cúp Thái Sơn Bắc 2019) là giải đấu bóng đá lần thứ 22 của Giải bóng đá nữ vô địch quốc gia, giải đấu diễn ra thường niên do VFF tổ chức. Toàn bộ mùa giải bắt đầu vào ngày 10 tháng 6 năm 2019 và kết thúc vào ngày 4 tháng 10 năm 2019.

## Điều lệ
Giải Bóng đá nữ Vô địch Quốc gia – Cúp Thái Sơn Bắc 2019, với sự đồng hành của nhà tài trợ chính Công ty TNHH Thương mại Thiết bị điện Thái Sơn Bắc, tiếp tục có 7 đội tham dự: Hà Nội, Phong Phú Hà Nam, Sơn La, Thành phố Hồ Chí Minh I, Thành phố Hồ Chí Minh II, Than Khoáng sản Việt Nam và TNG Thái Nguyên. sau 3 mùa giải áp dụng hình thức thi đấu vòng tròn hai lượt để xác định tốp 4 đội thi đấu vào vòng bán bán kết và trận chung kết, năm nay thể thức thi đấu giải bóng đá nữ VĐQG có điều chỉnh cho phù hợp với hệ thống thi đấu của bóng đá nữ, sau khi có sự hình thành của Giải bóng đá Nữ Cúp Quốc gia – Cúp LS 2019. Theo đó, giải Bóng đá nữ Vô địch Quốc gia – Cúp Thái Sơn Bắc 2019 sẽ trở lại thi đấu theo thể thức vòng tròn hai lượt (lượt đi và lượt về) để tính điểm, xếp hạng từ hạng Nhất đến hạng Bảy, giống như thể thức thi đấu đang được áp dụng tại các giải bóng đá chuyên nghiệp vô địch quốc gia. Sự điều chỉnh này được đánh giá sẽ giúp tăng chất lượng chuyên môn và tính chất cạnh tranh trong mỗi trận đấu của Giải.

## Các đội bóng

### Các đội bóng
| Số thứ tự | Đội bóng                 | Địa điểm              | Huấn luyện viên  |
| --------- | ------------------------ | --------------------- | ---------------- |
| 1         | Hà Nội                   | Hà Nội                | Nguyễn Anh Tuấn  |
| 2         | Phong Phú Hà Nam         | Hà Nam                | Nguyễn Thế Cường |
| 3         | Sơn La                   | Sơn La                | Lường Văn Chuyên |
| 4         | Thành phố Hồ Chí Minh I  | Thành phố Hồ Chí Minh | Đoàn Thị Kim Chi |
| 5         | Thành phố Hồ Chí Minh II | Thành phố Hồ Chí Minh | Nguyễn Quốc Nam  |
| 6         | Than Khoáng sản Việt Nam | Quảng Ninh            | Đoàn Minh Hải    |
| 7         | TNG Thái Nguyên          | Thái Nguyên           | Đoàn Việt Triều  |

### Sân thi đấu
Các trận đấu thuộc giai đoạn lượt đi sẽ diễn ra từ ngày 10/6 đến 01/7/2019 tại Sân vận động 19 tháng 8 thuộc Thành phố Nha Trang, tỉnh Khánh Hòa. Giai đoạn lượt về sẽ diễn ra từ ngày 13/9 đến 4/10/2019 tại Sân vận động Hà Nam thuộc Thành phố Phủ Lý, tỉnh Hà Nam.

## Bảng xếp hạng
Tính đến ngày 4 tháng 10 năm 2019
| VT | Đội                      | ST | T | H | B  | BT | BB | HS  | Đ  | Trình độ chuyên môn hoặc xuống hạng |
| -- | ------------------------ | -- | - | - | -- | -- | -- | --- | -- | ----------------------------------- |
| 1  | Thành phố Hồ Chí Minh I  | 12 | 9 | 3 | 0  | 48 | 3  | +45 | 30 | vô địch                             |
| 2  | Hà Nội                   | 12 | 9 | 1 | 2  | 37 | 6  | +31 | 28 |                                     |
| 3  | Than Khoáng Sản Việt Nam | 12 | 7 | 2 | 3  | 25 | 7  | +18 | 23 |                                     |
| 4  | Phong Phú Hà Nam         | 12 | 7 | 2 | 3  | 31 | 5  | +26 | 23 |                                     |
| 5  | TNG Thái Nguyên          | 12 | 3 | 0 | 9  | 11 | 39 | −28 | 9  |                                     |
| 6  | Thành phố Hồ Chí Minh II | 12 | 1 | 1 | 10 | 6  | 48 | −42 | 4  |                                     |
| 7  | Sơn La                   | 12 | 1 | 1 | 10 | 6  | 56 | −50 | 4  |                                     |

## Tổng kết mùa giải
- Đội Vô địch: Thành Phố Hồ Chí Minh I
- Đội thứ Nhì: Hà Nội
- Đội thứ Ba: Than Khoáng Sản Việt Nam
- Giải phong cách: Phong Phú Hà Nam
- Cầu thủ xuất sắc nhất giải: Huỳnh Như (9, Thành Phố Hồ Chí Minh I)
- Cầu thủ ghi nhiều bàn thắng nhất giải: Phạm Hải Yến (12, Hà Nội, 17 bàn)
- Thủ môn xuất sắc nhất giải: Trần Thị Kim Thanh (Thành Phố Hồ Chí Minh I)